# Weltmeisterschaften der Rhythmischen Sportgymnastik 1977
Die 8. Weltmeisterschaften der Rhythmischen Sportgymnastik fanden 1977 in Basel, Schweiz statt. Als Wettkampfstätte diente die St. Jakobshalle in der Vorortgemeinde Münchenstein (Kanton Basel-Landschaft).

## Ergebnisse

### Einzel-Mehrkampf
| Rang | Nation      | Athletin          |
| ---- | ----------- | ----------------- |
| 1    | Sowjetunion | Iryna Derjugina   |
| 2    | Sowjetunion | Galina Schugurowa |
| 3    | Bulgarien   | Kristina Gujurowa |

### Gruppe-Mehrkampf
| Rang | Nation           | Athletin                                                                                          |
| ---- | ---------------- | ------------------------------------------------------------------------------------------------- |
| 1    | Sowjetunion      | Galina Krylenko Olga Rabinowitsch Irina Dewina Olga Plochowa Wioletta Sedych Olga Schtschegoljewa |
| 2    | Bulgarien        |                                                                                                   |
| 3    | Tschechoslowakei |                                                                                                   |

(Quelle: )

### Ball
| Rang | Nation      | Athletin                 |
| ---- | ----------- | ------------------------ |
| 1    | Sowjetunion | Galina Schugurowa        |
| 2    | Sowjetunion | Iryna Derjugina          |
| 3    | Sowjetunion | Natalia Krawtschinnikowa |

### Reifen
| Rang | Nation      | Athletin                 |
| ---- | ----------- | ------------------------ |
| 1    | Sowjetunion | Galina Schugurowa        |
| 2    | Sowjetunion | Iryna Derjugina          |
| 3    | Bulgarien   | Kristina Gujurowa        |
| 3    | Sowjetunion | Natalia Krawtschinnikowa |

### Seil
| Rang | Nation           | Athletin          |
| ---- | ---------------- | ----------------- |
| 1    | Sowjetunion      | Galina Schugurowa |
| 2    | Tschechoslowakei | Zusana Zaveska    |
| 3    | Tschechoslowakei | Iveta Havlickova  |

### Band
| Rang | Nation         | Athletin          |
| ---- | -------------- | ----------------- |
| 1    | Sowjetunion    | Iryna Derjugina   |
| 2    | Sowjetunion    | Galina Schugurowa |
| 2    | BR Deutschland | Carmen Rischer    |

### Medaillenspiegel
| Rang | Nation           | Gold | Silber | Bronze | Gesamt |
| ---- | ---------------- | ---- | ------ | ------ | ------ |
| 1    | Sowjetunion      | 6    | 4      | 2      | 12     |
| 2    | Bulgarien        | -    | 3      | 1      | 4      |
| 3    | Tschechoslowakei | -    | 1      | 2      | 3      |
| 4    | BR Deutschland   | -    | 1      | -      | 1      |